# دخترم نرگس
دخترم نرگس، یک مجموعه تلویزیونی به نویسندگی و کارگردانی باقر پیران و تهیه‌کنندگی مشترک سیدحسن فرخی و داوود سلیمان‌پور توسط صدا و سیمای مرکز آذربایجان غربی تهیه شد و در ۸ تیر ۱۳۹۹ از شبکه یک سیما پخش شد

## خلاصه داستان
نرگس، دانشجوی ممتاز دانشگاه ارومیه است و مراحل انتهایی پایان‌نامه خود را سپری می‌کند. او که فرزند سوم خانواده صادقی است همواره گره گشای مشکلات اعضای خانواده، به ویژه برادر بزرگترش نادر بوده و هست اما در روند عادی زندگی شان اتفاقاتی می‌افتد و اسراری فاش می‌شود که احوال نرگس و خانواده را دگرگون می‌سازد.

## بازیگران
- مریم خدارحمی
- محمود پاک‌نیت
- مهوش صبرکن
- حسین سحرخیز
- رحیم نوروزی
- فریبا طالبی
- امیرحسین صدهزاری
- آتش تقی‌پور
- بهمن خضری
- کامیار شکیبایی
- هاشم چاووشی
- نازنین خادم
- جمال ذوالقدر
- پدرام رحمانی
- ماهرخ رفیع‌زاده